# История корейского языка
История корейского языка — процесс эволюции корейского языка на протяжении мировой истории. История корейского языка делится на четыре периода:
- Пракорейский язык[англ.] (до I века до н. э.),
- Древнекорейский язык (I век до н. э. — X век н. э.),
- Среднекорейский язык[англ.] (X—XVII века),
- Современный корейский язык (с XVII века).

## Пракорейский язык
«Пракорейский язык» — неточный термин, относящийся к наречию, на котором общались в доисторической Корее на протяжении бронзового и железного веков.
Согласно предположениям некоторых лингвистов, прародина пракорейского языка находится где-то в Маньчжурии. Носители пракорейского мигрировали на юг, поселившись на Корейском полуострове. Древние корейцы вытесняли или ассимилировались с японоговорящими жителями полуострова, что, скорее всего, стало причиной миграции во времена периода Яёй. Существует предположение, что предки корейцев пришли на юг Кореи около 300 года до н. э. и сосуществовали или ассимилировались с культурой Мумун. Обе культуры имели влияние друг на друга, и это уменьшило различие обеих языковых семей.
Согласно общепринятой точке зрения, корейский язык не имеет подтверждённых генетических связей с современными языками. Некоторые лингвисты считают, что пракорейский язык можно отнести к алтайским языкам, хотя этот вопрос является достаточно спорным и многие современные специалисты не принимают эту идею. Согласно другой версии, древнекорейский мог принадлежать к японо-рюкюским языкам. Данная теория является спорной и не принимается большинством лингвистов. Менее известная и более спорная гипотеза предлагает связь с дравидийскими языками. Создатели этой теории разработали концепцию дравидо-корейских языков.
Александр Вовин отмечает, что у корейского языка есть некоторые типологические сходства с четырьмя палеоазиатскими семьями языков и заявляет, что у корейского больше общего с палеоазиатскими языками, нежели с алтайскими.
Американский миссионер и активист Гомер Хульберт предположил, что пракорейский язык относился к урало-алтайским языкам. Идея принадлежности корейского языка к алтайской группе была поддержана также Густавом Рамстедтом. Возможное отношение корейского и японского к алтайским языкам обсуждалось Самуэлем Мартином, Роем Миллером и Сергеем Старостиным.

## Древнекорейский язык

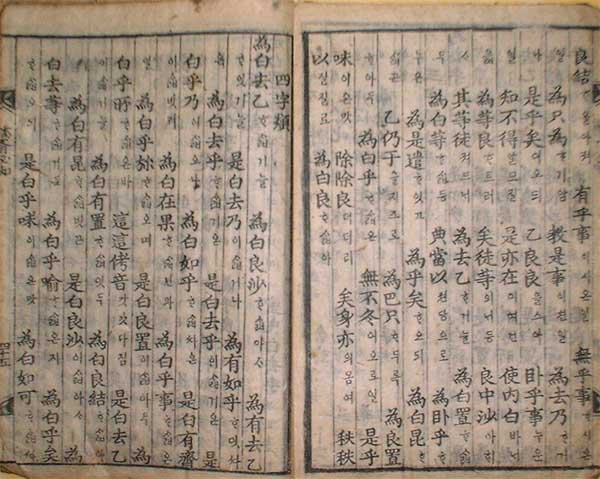
Способ записи китайских иероглифов, иду

Древнекорейский язык существовал с момента появления трёх корейских государств в I веке до н. э. до периода Северного и Южного корейских государств в X веке. С IV века или ранее, в качестве письменности корейцы начали использовать китайские иероглифы. К VI веку развилось фонетическое письмо иду.
Неясно, был ли древнекорейский язык тональным. Считается, что силланский, пэкче и когурёский, языки трёх корейских государств, были диалектами древнекорейского. Из всех трёх языков, на силланском существует большинство корейских записей, поскольку Силла доминировала на корейском полуострове к VII веку.
До наших дней сохранилось лишь несколько книжных записей периода Объединённого Силла, изменённых на корёнский текст, а некоторые тексты (написанные на корейской системе письменности) периода Троецарствия в основном доступны в виде отдельных надписей в настоящее время.
Дополнительная информация о языке взята из различных собственных имён, записанных в корейских и китайских записях, а также из этимологических исследований корейского произношения китайских иероглифов, которые, как полагают, были впервые адаптированы к корейскому языку в период позднего Троецарствия.
Момент, когда древнекорейский стал среднекорейским, разными учёными оценивается по разному. Иногда заявляют, что развитие в среднекорейский язык произошло в конце существования государства Корё (XIV век), а иногда — что в начале династии Чосон (XV век). Чаще считается, что к периоду создания государства Корё, среднекорейский язык уже существовал.
Первые тексты на древнекорейском языке датируются периодом трёх корейских государств. Они написаны китайскими иероглифами, которые в корейском языке носят название ханча. Такие виды письма, используемые для поэзии, назывались иду, хянчхаль и кугёль.

## Среднекорейский язык

Страница из Хунмин Чоным. Колонка, написанная на хангыле, 나랏말ㅆ̖미, имеет диакритический знак тонового ударения.

Среднекорейский язык развился из древнекорейского примерно в X веке и эволюционировал в современный корейский в XVI—XVII веках. Стандартным среднекорейским языком считается диалект Кэсона.
Писатель эпохи Сун, Сун Му (кит. 孫穆), записал корейский текст эпохи Корё, что является первой иностранной записью корейского текста. Текст содержит несколько сотен среднекорейских слов с их произношением, записанным ханчой. Этот текст, написанный в 1103 году, является главным источником сведений о среднекорейском языке.
Институт переводчиков империи Мин написал китайско-корейский словарь эпохи Чосон.
В среднекорейском языке присутствовали тоны.
В 1443 году четвёртый ван Чосона Седжон создал документ Хунмин чоным, который описывал новый алфавит для корейского языка, хангыль.

## Современный корейский язык
Корейский язык развился из среднекорейского около XVII века. Словарь, склонение глаголов и произношение постоянно менялись на протяжении веков.